# دلفين شبيه الفظ رقيق الأسنان
†دلفين شبيه الفظ رقيق الأسنان (الاسم العلمي:Odobenocetops leptodon†) هو نوع من الحيوانات يتبع جنس †الدلفين شبيه الفظ من فصيلة †الدلافين شبيهة الفظ.